# 鈴木孝之助
鈴木 孝之助（すずき こうのすけ、1854年8月5日（嘉永7年7月12日）- 1945年（昭和20年）8月20日）は、明治時代から昭和時代の医師、軍医。

## 生涯
三河国田原藩士の鈴木方舊の三男として生まれる。1879年家督を継ぐ。東京医学校を卒業。1883年、愛知県立医学校（現在の名古屋大学医学部）の校長に就任。後に海軍に入り、軍医となって軍医学校長などを歴任。1900年、海軍軍医総監となる。横須賀鎮守府、呉鎮守府、佐世保鎮守府の医務部長を歴任した。海軍軍医中将となり、1902年に医学博士となる。1906年、予備役に編入となる。
1907年、東京市麻布区飯倉にて肺結核専門の鈴木医院を開業する。1911年には鎌倉七里ヶ浜に鈴木結核療養所を設立した。
昭和20年8月20日卒去。墓所は青山霊園。

## 家族
- 妻 しん（明治7年6月生）麹町区山元町の砂糖・紙卸売業の野口直三郎の養女
  - 養子 哲夫（明治33年4月生）愛知県の河辺弥作の六男で、医学士
  - 養子 五郎（明治35年1月生）三女愛の夫、沼上権太郎（神奈川県職員で、鎌倉郡深沢村人）の弟
  - 二男 忠之（明治21年6月生） 分家
  - 長女 方（明治20年4月生） 押小路実英子爵の妻
  - 二女 信（明治25年1月生） 医学博士八田善之進妻
  - 三女 愛（明治36年3月生）養子五郎の妻 山脇高等女学校出身
  - 女 徳（明治40年11月生）東洋英和女学校出身
  - 女 敏子（明治44年3月生）[3]